# قواعد الطيران المرئي

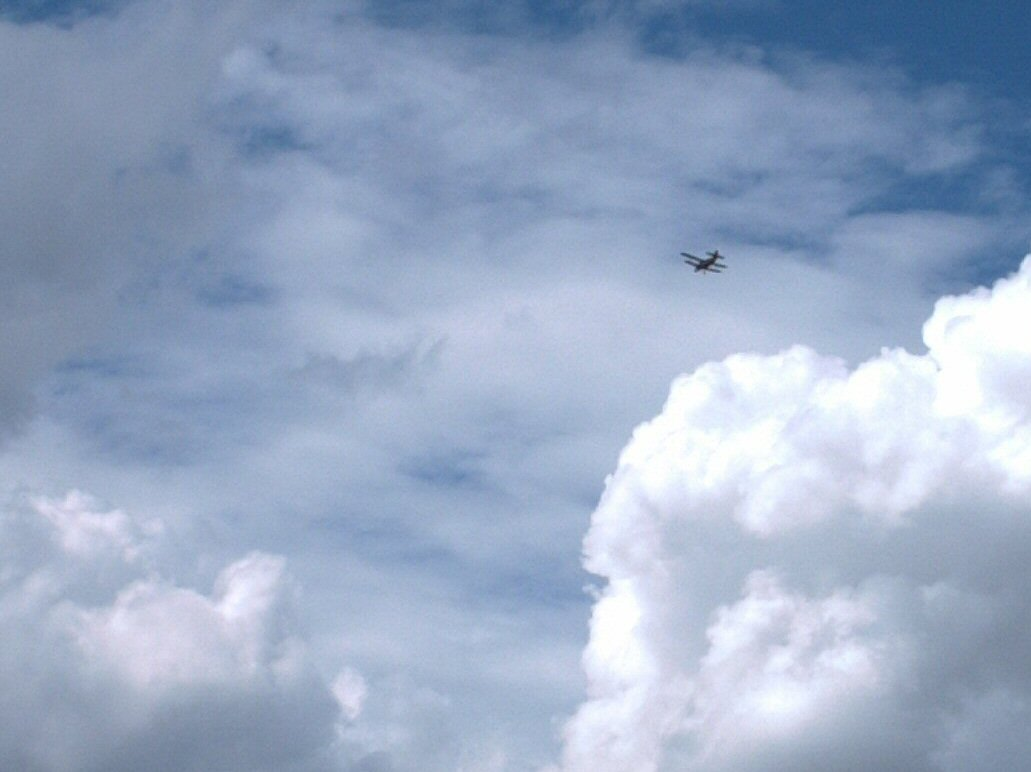

قواعد الطيران المرئي أو قوانين الطيران المرئي (بالإنجليزية: Visual flight rules)‏ وتدعى اختصارًا VFR، هي مجموعة من اللوائح التي بموجبها يمكن للطيار قيادة الطائرة في أحوال جوية صحوة وواضحة بشكل كاف مما يسمح له بمعرفة وتحديد المكان الذي تسير فيه الطائرة. وعلى وجه التحديد، يجب أن يكون الطقس أفضل من الحد الأدنى للطقس الحيوي لقواعد الطيران المرئي، أي في ظروف الأرصاد الجوية المرئية (VMC)، أو كما هو محدد في قواعد سلطات الطيران ذات العلاقة. ويجب أن يكون الطيار قادرًا على تشغيل الطائرة مع إشارة مرجعية مرئية على الأرض، وبصورة مرئية ويمكنه بصريا تجنب العوائق والتضاريس والطائرات الأخرى.
إذا كان الطقس أقل من ظروف الأرصاد الجوية المرئية (VMC)، فيجب على الطيارين استخدام قواعد الطيران الآلي، وسيكون تشغيل الطائرة يعتمد في المقام الأول من على مؤشرات أجهزة الطائرة بدلاً من الإشارات المرجعية البصرية. في منطقة التحكم بالطائرات، قد تحصل رحلة تسير وفق قواعد الطيران المرئي (VFR) على أذن من التحكم في الحركة الجوية لتشغيلها اعتمادا على قواعد الطيران المرئي. يجب على الطيار إبقاء الطائرة على بعد مسافة محددة من الغيوم، قد تختلف المسافة حسب نوع المجال الجوي خاصة.
في إسرائيل وفلسطين، على سبيل المثال، لا توجد قواعد للطيران المرئي (VFR). ويجب إجراء جميع الرحلات البصرية بموجب قواعد قواعد الطيران المرئي المتحكم بها (CVFR).

## روابط خارجية
- Australian VFR rules - published by CASA (Civil Aviation Safety Authority)